# Otradnoje (Kaliningrad, Tschernjachowsk)
Otradnoje (russisch Отрадное, deutsch Blockinnen, 1938–1945 Blocken, litauisch Blėkinėnai) ist ein Ort in der russischen Oblast Kaliningrad. Er gehört zur kommunalen Selbstverwaltungseinheit Stadtkreis Tschernjachowsk im Rajon Tschernjachowsk.

## Geographische Lage
Otradnoje liegt 12 Kilometer südlich der Stadt Tschernjachowsk (Insterburg) an der Kommunalstraße 27K-162 von Swoboda (Jänischken/Jänichen) an der Regionalstraße 27A-037 (ex A197) über Kruschinino (Kruschinnen/Altlinde) und Judino (Jurgaitschen/Jürgenfelde) nach Nowostrojewo (Trempen). Bis 1945 war Lenkutschen (1938–1945 Schleifenau, heute russisch: Kapustino) die nächstgelegene Bahnstation an der Bahnstrecke Insterburg–Trempen der Insterburger Kleinbahnen, die heute nicht mehr betrieben wird.

## Geschichte
Das Gründungsdatum des Dorfes Blockinnen lag im Jahre 1665. Am 11. März 1874 wurde das Gutsdorf namensgebend für einen neu zu errichtenden Amtsbezirk, der bis 1930 bestand. Er gehörte zum Kreis Insterburg im Regierungsbezirk Gumbinnen der preußischen Provinz Ostpreußen. In Blockinnen mit dem Vorwerk Rudlacken (1938–1945: Eichenwalde, heute nicht mehr existent) lebten im Jahre 1910 insgesamt 105 Einwohner.
Am 30. September 1928 verlor Blockinnen seine Eigenständigkeit und wurde in die Landgemeinde Lenkutschen (1938–1945: Schleifenau, heute russisch: Kapustino) integriert, die zum Amtsbezirk Schwirbeln gehörte. Am 3. Juni 1938 schließlich – mit amtlicher Bestätigung vom 16. Juli 1938 – wurde Blockinnen in „Blocken“ umbenannt.
In Kriegsfolge kam das Dorf im Jahre 1945 mit dem nördlichen Ostpreußen zur Sowjetunion. 1947 erhielt es die russische Bezeichnung „Otradnoje“ und wurde gleichzeitig dem Dorfsowjet Swobodnenski selski Sowet im Rajon Tschernjachowsk zugeordnet. Von 2008 bis 2015 gehörte Otradnoje zur Landgemeinde Swobodnenskoje selskoje posselenije und seither zum Stadtkreis Tschernjachowsk.

### Amtsbezirk Blockinnen (1874–1930)
Bei seiner Errichtung im Jahre 1874 umfasste der Amtsbezirk Blockinnen je drei Landgemeinden (LG) und Gutsbezirke (GB):
| Deutscher Name       | Änderungsname 1938–1946  | Russische Name | Bemerkungen                                                       |
| -------------------- | ------------------------ | -------------- | ----------------------------------------------------------------- |
| Baginski (LG)        | seit 1928: Freimannsdorf |                | 1939 in die LG Jänichen, Amtsbezirk Jänichen, eingegliedert       |
| Blockinnen (GB)      | Blocken                  | Otradnoje      | 1928 in die LG Lenkutschen, Amtsbezirk Schwirbeln, eingegliedert  |
| Gandrinnen (LG)      | Storchfelde              |                |                                                                   |
| Grabowen (GB)        | Roßweiden                | Sibirskoje     | 1928 in die LG Dreibrücken, Amtsbezirk Jodlauken, eingegliedert   |
| Mühle Keppurren (GB) | Friedrichsmühle          | Pereleski      | 1928 in die LG Kohlischken, Amtsbezirk Jänischklen, eingegliedert |
| Nimmerfried (LG)     |                          |                | 1929 in die LG Gandrinnen eingegliedert                           |

Der Amtsbezirk Blockinnen wurde am 10. April 1930 aufgelöst. Die Landgemeinde Baginski (Freimannsdorf) kam zum Amtsbezirk Jänischken, während die Landgemeinde Gandrinnen (Storchfelde) dem Amtsbezirk Jodlauken zugeordnet wurde.

## Kirche
Die Bevölkerung Blockinnens resp. Blockens war vor 1945 fast ausnahmslos evangelischer Konfession und war in das Kirchspiel der Kirche Jodlauken eingepfarrt. Es war Teil des Kirchenkreises Insterburg in der Kirchenprovinz Ostpreußen der Kirche der Altpreußischen Union. Heute liegt Otradnoje im Einzugsgebiet der neu entstandenen evangelisch-lutherischen Gemeinde in Tschernjachowsk (Insterburg) mit Pfarrsitz für die Kirchenregion Ischernjachowsk in der Propstei Kaliningrad der Evangelisch-lutherischen Kirche Europäisches Russland.